# Hans von Wedel-Schivelbein
Hans von Schivelbein, ab 1384 Hans von Wedel (* vor 1351; † 1391 auf der Ordensburg Unisław im Kulmerland) war ein Vogt der Neumark.

## Leben
Hans von Schivelbein aus der Familie von Wedel war ein Sohn von Hasso von Wedel-Schivelbein (Hasso der Alte) und wurde erstmals 1351 erwähnt. Er übernahm mit Eintritt der Volljährigkeit 1364 als Erbe seines Vaters die Herrschaft in Schivelbein, die er zwanzig Jahre lang innehatte.
Er stand zunächst in der Gunst der Luxemburger Markgrafen und wurde in den siebziger Jahren des 14. Jahrhunderts als letzter Vertreter seiner Familie Vogt der Neumark. In dieser Eigenschaft musste er sich in einem Ausmaß verschulden, das zuletzt seine Existenzgrundlage zerstörte. „Er hat mit Treue zu dem Hause Luxemburg gestanden, wie sein Vater treu zum Hause Wittelsbach hielt. Aber die Luxemburger haben es ihm nicht gedankt. Die Schulden, die er machen musste, wurden immer drückender; er verkaufte von seinem eigenen Gut, was zu veräußern war“. Nachdem sein einziger Sohn Hasso 1382 oder 1383 gestorben war, veräußert er am 19. September 1383 die Hälfte der Herrschaft Schivelbein möglicherweise in der Absicht, sie seiner Familie zu erhalten, an Henning von Wedel-Falkenburg. 1384 war er gezwungen, dem Hochmeister des Deutschen Ordens den Rest seines Besitzes zu übereignen. Seitdem nannte er sich Hans von Wedel.
Der am 14. April 1384 in Elbing mit dem Orden vereinbarte Vertrag wurde am 16. Dezember desselben Jahres von König Wenzel genehmigt. Wedel und seiner im Jahre 1409 verstorbenen Frau wurde eine lebenslange Rente bewilligt und als Wohnsitz die Ordensburg Unislaw zugewiesen. Auch Henning von Wedel-Falkenburg konnte dem Druck des Ordens nicht standhalten und musste sich am 3. Mai 1386 bereiterklären, das Schivelbeiner Schloß zu räumen.
Der Deutsche Orden beabsichtigte, wie 1402 beim Erwerb der ganzen Neumark, mit dem Erwerb von Schivelbein den für Söldner und Freiwillige bisweilen unsicheren Weg nach Preußen zu sichern. Schivelbein diente ihm bis zum Erwerb der restlichen Neumark als Sitz der neumärkischen Vogtei.

## Einzelnachweis
1. ↑  Ludwig Kortlepel: Schivelbeiner Geschichte und Geschichten. S. 18.

| Personendaten    | Personendaten                        |
| ---------------- | ------------------------------------ |
| NAME             | Hans von Wedel-Schivelbein           |
| ALTERNATIVNAMEN  | Hans von Schivelbein; Hans von Wedel |
| KURZBESCHREIBUNG | Vogt der Neumark                     |
| GEBURTSDATUM     | vor 1351                             |
| STERBEDATUM      | 1391                                 |
| STERBEORT        | Kulmerland                           |